# Sindaci di Empoli
Di seguito l'elenco cronologico dei sindaci di Empoli e delle altre figure apicali equivalenti che si sono succedute nel corso della storia.

## Granducato di Toscana (1781-1860)
| Luigi Busoni           | Maire        | 1809 | 1814 |
| Giuliano Vanghetti     | Gonfaloniere | 1815 | 1816 |
| Giuseppe Lami          | Gonfaloniere | 1817 | 1822 |
| Mariano Bini           | Gonfaloniere | 1823 | 1828 |
| Giuseppe Ricci         | Gonfaloniere | 1829 | 1833 |
| Gaetano Casini         | Gonfaloniere | 1834 | 1839 |
| Cosimo Ridolfi         | Gonfaloniere | 1840 | 1845 |
| Alessandro De Cerchi   | Gonfaloniere | 1846 |      |
| Gaetano De Pazzi       | Gonfaloniere | 1846 | 1848 |
| Niccolò Vannucci       | Gonfaloniere | 1849 | 1853 |
| Tommaso Del Vivo       | Gonfaloniere | 1854 |      |
| Domenico Tofanari      | Gonfaloniere | 1855 | 1857 |
| Raffaello Bini         | Gonfaloniere | 1858 |      |
| Ernesto Niccolò Bucchi | Gonfaloniere | 1859 |      |
| Niccolò Vannucci       | Gonfaloniere | 1860 |      |

## Regno d'Italia (1861-1946)
| Sindaci nominati dal governo (1861-1889)                   | Sindaci nominati dal governo (1861-1889)      | Sindaci nominati dal governo (1861-1889) | Sindaci nominati dal governo (1861-1889) | Sindaci nominati dal governo (1861-1889) | Sindaci nominati dal governo (1861-1889) |
| Nominativo                                                 | Nominativo                                    | Partito                                  | Partito                                  | Mandato                                  | Mandato                                  |
| Nominativo                                                 | Nominativo                                    | Partito                                  | Partito                                  | Inizio                                   | Fine                                     |
| ---------------------------------------------------------- | --------------------------------------------- | ---------------------------------------- | ---------------------------------------- | ---------------------------------------- | ---------------------------------------- |
|                                                            | Giovanni Ciampolini                           | ?                                        | ?                                        | 1861                                     | 1863                                     |
|                                                            | Angiolo Capoquadri                            | ?                                        | ?                                        | 1864                                     | 1869                                     |
|                                                            | Emilio Del Vivo                               | ?                                        | ?                                        | 1870                                     | 1876                                     |
|                                                            | Edoardo Duranti                               | ?                                        | ?                                        | 1876                                     | 1883                                     |
|                                                            | Giuseppe Bonci Casuccini                      | ?                                        | ?                                        | 1883                                     | 1888                                     |
| Sindaci eletti dal Consiglio comunale (1889-1926)          |                                               |                                          |                                          |                                          |                                          |
| Nominativo                                                 | Nominativo                                    | Partito                                  | Partito                                  | Mandato                                  | Mandato                                  |
| Nominativo                                                 | Nominativo                                    | Partito                                  | Partito                                  | Inizio                                   | Fine                                     |
|                                                            | Edoardo Duranti                               | ?                                        | ?                                        | 1888                                     | 1890                                     |
|                                                            | Angiolo Capoquadri                            | ?                                        | ?                                        | 1891                                     | 1894                                     |
|                                                            | Paolo Del Vivo                                | ?                                        | ?                                        | 1895                                     | 1902                                     |
|                                                            | Attilio Mascolini (Regio commissario)         | –                                        | –                                        | 1903                                     | 1904                                     |
|                                                            | Gregorio Chianini                             | ?                                        | ?                                        | 1905                                     | 1907                                     |
|                                                            | Angiolo Vannucci                              | ?                                        | ?                                        | 1908                                     | 1909                                     |
|                                                            | Gino Del Vivo                                 | ?                                        | ?                                        | 1910                                     | 1913                                     |
|                                                            | Emanuele Vivorio (Regio commissario)          | –                                        | –                                        | 1913                                     | 1914                                     |
|                                                            | Adolfo Figlinesi                              | ?                                        | ?                                        | 1914                                     | 1919                                     |
|                                                            | Lodovico Lisini (Regio commissario)           | –                                        | –                                        | 1919                                     | 1920                                     |
|                                                            | Averardo Mannaioni                            |                                          | Partito Socialista Italiano              | 1920                                     | 1921                                     |
|                                                            | Paolo Lega (Regio commissario)                | –                                        | –                                        | 1921                                     | 1923                                     |
|                                                            | Vitruvio Cinelli                              |                                          | Partito Nazionale Fascista               | 1923                                     | 1925                                     |
| Podestà nominati dal governo (1926-1944)                   |                                               |                                          |                                          |                                          |                                          |
| Nominativo                                                 | Nominativo                                    | Partito                                  | Partito                                  | Mandato                                  | Mandato                                  |
| Nominativo                                                 | Nominativo                                    | Partito                                  | Partito                                  | Inizio                                   | Fine                                     |
|                                                            | Vitruvio Cinelli                              |                                          | Partito Nazionale Fascista               | 1926                                     | 1930                                     |
|                                                            | Giuseppe Basso (Commissario straordinario)    | –                                        | –                                        | 1930                                     | 1931                                     |
|                                                            | Dino Masi                                     |                                          | Partito Nazionale Fascista               | 1931                                     | 1936                                     |
|                                                            | Gino Montepagani (Commissario straordinario)  | –                                        | –                                        | 1936                                     | 1936                                     |
|                                                            | Dino Masi                                     |                                          | Partito Nazionale Fascista               | 1936                                     | novembre 1937                            |
|                                                            | Vincenzo Bassi (Commissario prefettizio)      | –                                        | –                                        | novembre 1937                            | ottobre 1939                             |
|                                                            | Dino Novelli                                  |                                          | Partito Nazionale Fascista               | ottobre 1939                             | giugno 1940                              |
|                                                            | Ettore Bucchi (Commissario prefettizio)       | –                                        | –                                        | giugno 1940                              | settembre 1941                           |
|                                                            | Arturo Taddei (Commissario prefettizio)       | –                                        | –                                        | settembre 1941                           | novembre 1943                            |
|                                                            | Giovanni Paolinelli (Commissario prefettizio) | –                                        | –                                        | novembre 1943                            | giugno 1944                              |
| Sindaci del periodo costituzionale transitorio (1944-1946) |                                               |                                          |                                          |                                          |                                          |
| Nominativo                                                 | Nominativo                                    | Partito                                  | Partito                                  | Mandato                                  | Mandato                                  |
| Nominativo                                                 | Nominativo                                    | Partito                                  | Partito                                  | Inizio                                   | Fine                                     |
|                                                            | Antonio Negro                                 |                                          | Partito Comunista Italiano               | 5 settembre 1944                         | novembre 1944                            |
|                                                            | Pietro Ristori                                |                                          | Partito Comunista Italiano               | novembre 1944                            | aprile 1945                              |
|                                                            | Gino Ragionieri                               |                                          | Partito Comunista Italiano               | aprile 1945                              | 31 marzo 1946                            |

## Repubblica Italiana (dal 1946)
| Sindaci eletti dal Consiglio comunale (1946-1995)    | Sindaci eletti dal Consiglio comunale (1946-1995) | Sindaci eletti dal Consiglio comunale (1946-1995) | Sindaci eletti dal Consiglio comunale (1946-1995) | Sindaci eletti dal Consiglio comunale (1946-1995) | Sindaci eletti dal Consiglio comunale (1946-1995) | Sindaci eletti dal Consiglio comunale (1946-1995) | Sindaci eletti dal Consiglio comunale (1946-1995) | Sindaci eletti dal Consiglio comunale (1946-1995) |
| Nominativo                                           | Nominativo                                        | Partito                                           | Partito                                           | Partito                                           | Partito                                           | Mandato                                           | Mandato                                           | Elezioni                                          |
| Nominativo                                           | Nominativo                                        | Partito                                           | Partito                                           | Partito                                           | Partito                                           | Inizio                                            | Fine                                              | Elezioni                                          |
| ---------------------------------------------------- | ------------------------------------------------- | ------------------------------------------------- | ------------------------------------------------- | ------------------------------------------------- | ------------------------------------------------- | ------------------------------------------------- | ------------------------------------------------- | ------------------------------------------------- |
|                                                      | Gino Ragionieri                                   |                                                   | Partito Comunista Italiano                        | Partito Comunista Italiano                        | Partito Comunista Italiano                        | 31 marzo 1946                                     | 10 giugno 1951                                    | Elezione 1946                                     |
| 10 giugno 1951                                       | Gino Ragionieri                                   | 27 maggio 1956                                    | Partito Comunista Italiano                        | Partito Comunista Italiano                        | Partito Comunista Italiano                        | Elezione 1951                                     |                                                   |                                                   |
| 27 maggio 1956                                       | Gino Ragionieri                                   | 6 novembre 1960                                   | Partito Comunista Italiano                        | Partito Comunista Italiano                        | Partito Comunista Italiano                        | Elezione 1956                                     |                                                   |                                                   |
|                                                      | Mario Assirelli                                   |                                                   | Partito Comunista Italiano                        | Partito Comunista Italiano                        | Partito Comunista Italiano                        | 6 novembre 1960                                   | 22 novembre 1964                                  | Elezione 1960                                     |
| 22 novembre 1964                                     | Mario Assirelli                                   | 7 giugno 1970                                     | Partito Comunista Italiano                        | Partito Comunista Italiano                        | Partito Comunista Italiano                        | Elezione 1964                                     |                                                   |                                                   |
| 7 giugno 1970                                        | Mario Assirelli                                   | 15 giugno 1975                                    | Partito Comunista Italiano                        | Partito Comunista Italiano                        | Partito Comunista Italiano                        | Elezione 1970                                     |                                                   |                                                   |
| 15 giugno 1975                                       | Mario Assirelli                                   | 8 giugno 1980                                     | Partito Comunista Italiano                        | Partito Comunista Italiano                        | Partito Comunista Italiano                        | Elezione 1975                                     |                                                   |                                                   |
|                                                      | Silvano Calugi                                    |                                                   | Partito Comunista Italiano                        | Partito Comunista Italiano                        | Partito Comunista Italiano                        | 8 giugno 1980                                     | 23 maggio 1985                                    | Elezione 1980                                     |
|                                                      | Varis Rossi                                       |                                                   | Partito Comunista Italiano                        | Partito Comunista Italiano                        | Partito Comunista Italiano                        | 23 maggio 1985                                    | 18 giugno 1990                                    | Elezione 1985                                     |
|                                                      | Varis Rossi                                       | Partito Democratico della Sinistra                | Partito Democratico della Sinistra                | Partito Democratico della Sinistra                | 24 giugno 1990                                    | 24 aprile 1995                                    | Elezione 1990                                     |                                                   |
| Sindaci eletti direttamente dai cittadini (dal 1995) |                                                   |                                                   |                                                   |                                                   |                                                   |                                                   |                                                   |                                                   |
| Nominativo                                           | Nominativo                                        | Partito                                           | Partito                                           | Coalizione                                        | Coalizione                                        | Mandato                                           | Mandato                                           | Elezioni                                          |
| Nominativo                                           | Nominativo                                        | Partito                                           | Partito                                           | Coalizione                                        | Coalizione                                        | Inizio                                            | Fine                                              | Elezioni                                          |
|                                                      | Vittorio Bugli                                    |                                                   | Partito Democratico della Sinistra                |                                                   | PDS-PRC-FL-FdV                                    | 24 aprile 1995                                    | 14 giugno 1999                                    | Elezione 1995                                     |
|                                                      | Vittorio Bugli                                    | Democratici di Sinistra                           |                                                   | DS-PdCI-Dem-PPI                                   | 14 giugno 1999                                    | 14 giugno 2004                                    | Elezione 1999                                     |                                                   |
|                                                      | Luciana Cappelli                                  |                                                   | Democratici di Sinistra                           |                                                   | DS-PRC-DL-FdV-SDI                                 | 18 giugno 2004                                    | 8 giugno 2009                                     | Elezione 2004                                     |
|                                                      | Luciana Cappelli                                  | Partito Democratico                               |                                                   | PD-IdV                                            | 8 giugno 2009                                     | 26 maggio 2014                                    | Elezione 2009                                     |                                                   |
|                                                      | Brenda Barnini                                    |                                                   | Partito Democratico                               |                                                   | PD-Lista civica                                   | 26 maggio 2014                                    | 27 maggio 2019                                    | Elezione 2014                                     |
|                                                      | Brenda Barnini                                    | PD-L. civica                                      | Partito Democratico                               | 27 maggio 2019                                    | 25 giugno 2024                                    | Elezione 2019                                     |                                                   |                                                   |
|                                                      | Alessio Mantellassi                               |                                                   | Partito Democratico                               |                                                   | PD-AVS-Liste civiche                              | 25 giugno 2024                                    | in carica                                         | Elezione 2024                                     |